# Вошингтонвил (Пенсилванија)
Вошингтонвил (енгл. Washingtonville) град је у америчкој савезној држави Пенсилванија.

## Демографија
По попису из 2010. године број становника је 273, што је 72 (35,8%) становника више него 2000. године.
| Група             | 2000.       | 2010.       |
| Белци             | 195 (97,0%) | 269 (98,5%) |
| Афроамериканци    | 3 (1,5%)    | 0 (0,0%)    |
| Азијати           | 1 (0,5%)    | 1 (0,4%)    |
| Хиспаноамериканци | 0 (0,0%)    | 0 (0,0%)    |
| Укупно            | 201         | 273         |